# Tightrope (album)
Tightrope is het eerste muziekalbum dat verscheen onder de naam van Steve Khan. Khan schreef erover dat hij met dit album eigenlijk de Brecker Brothers Band instant wilde houden, hetgeen niet lukte. De blazerssectie binnen de BBB was volgens hem te sterk vertegenwoordigd in de muziek, hij wilde zijn gitaargeluid meer laten horen. Door manager Bob James werd hij ondergebracht bij Columbia Records, James benoemde zichzelf direct tot muziekproducent. Op het album zijn al klanken te horen die later terugkeerden bij Steps Ahead en Mezzoforte.
Na het album ging Khan gitaar spelen bij Billy Cobham, zie album Alivemutherforya.
De platenhoes is afkomstig van Jean-Michel Folon.

## Musici
- Steve Khan – gitaar
- Michael Brecker – tenorsaxofoon (A1, A3, B1)
- Randy Brecker – trompet (A3, B1)
- David Sanborn – altsaxofoon (A2, A3, B2)
- Bob James – toetsinstrumenten (alle behalve A3)
- Don Grolnick – toetsinstrumenten (alle behalve A1)
- Will Lee – basgitaar
- Steve Gadd – slagwerk
- Ralph MacDonald – percussie
- David Spinoza – gitaar (A3, B4)
- Jeff Mironov – gitaar (A2, B1-B3)

## Muziek
| Nr. | Titel                                          | Duur |
| --- | ---------------------------------------------- | ---- |
| 1.  | Som punk funk (Khan)                           | 5:20 |
| 2.  | Darlin’ darlin’ baby (Kenny Gamble, Leon Huff) | 6:29 |
| 3.  | Tightrope (for Folon) (Khan)                   | 5:44 |

| Nr. | Titel                                           | Duur |
| --- | ----------------------------------------------- | ---- |
| 1.  | The big ones (Khan)                             | 6:02 |
| 2.  | Star chamber (Khan)                             | 5:19 |
| 3.  | Soft summer breeze (Judy Spence, Eddie Heywood) | 5:00 |
| 4.  | Where shadows meet (Khan)                       | 3;40 |